# Hannu Mikkola
Hannu Olavi Mikkola (rođen 24. svibnja 1942.  u Joensuu, Finska) umirovljeni je finski reli-vozač, te bivši svjetski prvak u reliju. Mikkola se natjecao u utrkama Svjetskog prvenstva u reliju (WRC) od 1973. do 1993. Nastupio je na ukupno 123 utrke, od čega je na 18 pobijedio, a na 44 završio na pobijedničkom podiju. Najuspješnija sezona mu je bila 1983. kada je postao svjetski prvak vozeći Audi Quattro. Tijekom svoje karijere slavio je sedam puta na Reliju Finska, dok je RAC Reli osvojio četiri puta.